# Eric Johansson (Handballspieler)
Eric Oscar Johansson (* 28. Juni 2000 in Eskilstuna) ist ein schwedischer Handballspieler.

## Karriere

### Vereinskarriere
Johansson spielte ab 2017 bei Eskilstuna Guif in der Handbollsligan. In den Spielzeiten 2019/20 und 2020/21 wurde er mit jeweils 176 Toren viertbester bzw. zweitbester Werfer der schwedischen Liga. 2021 wechselte der 1,97 Meter große Rückraumspieler zum norwegischen Verein Elverum Håndball, für den er in der Eliteserien sowie in der EHF Champions League auflief und 2022 die norwegische Meisterschaft gewann. Seit der Saison 2022/23 läuft er für den deutschen Bundesligisten THW Kiel auf. Mit Kiel gewann er den DHB-Supercup 2022 und 2023, den DHB-Pokal 2025 sowie die deutsche Meisterschaft 2023.

### Auswahlmannschaften
Mit der schwedischen Jugend-Nationalmannschaft gewann Johansson die U-18-Europameisterschaft 2018.
Er spielt seit 2021 in der schwedischen Nationalmannschaft, mit der er die Europameisterschaft 2022 in Ungarn und der Slowakei gewann. Beim höchsten Sieg in der schwedischen Handballgeschichte, dem 47:12 gegen Uruguay in der Vorrunde der Weltmeisterschaft 2023, erzielte er elf Treffer. Beim Gewinn der Bronzemedaille bei der Europameisterschaft 2024 bestritt er acht Spiele und warf zehn Tore. Bei der Weltmeisterschaft 2025 warf er 18 Tore in sechs Spielen und belegte mit dem Team den 14. Platz.

### Saisonbilanzen
| Saison    | Verein           | Liga            | Spiele | Tore | 7 m | Feldtore |
| --------- | ---------------- | --------------- | ------ | ---- | --- | -------- |
| 2017/18   | Eskilstuna Guif  | Handbollsligan1 | 36     | 032  | 02  | 030      |
| 2018/19   | Eskilstuna Guif  | Handbollsligan  | 30     | 049  | 0   | 049      |
| 2019/20   | Eskilstuna Guif  | Handbollsligan  | 27     | 176  | 41  | 135      |
| 2020/21   | Eskilstuna Guif  | Handbollsligan1 | 31     | 194  | 32  | 162      |
| 2021/22   | Elverum Håndball | Eliteserien1    | 24     | 077  | 0   | 077      |
| 2022/23   | THW Kiel         | Bundesliga      | 23     | 089  | 0   | 089      |
| 2023/24   | THW Kiel         | Bundesliga      | 34     | 157  | 06  | 151      |
| 2024/25   | THW Kiel         | Bundesliga      | 33     | 161  | 01  | 160      |
| 2017–2021 | Handbollsligan   | Handbollsligan  | 124    | 451  | 75  | 376      |
| 2021–2022 | Eliteserien      | Eliteserien     | 024    | 077  | 0   | 077      |
| 2022–2025 | Bundesliga       | Bundesliga      | 090    | 407  | 07  | 400      |
| 2017–2025 | Karriere gesamt  | Karriere gesamt | 238    | 935  | 82  | 853      |

1Anmk.: Spiele und Tore inklusive Meisterrunde.

## Sonstiges
Johansson ist mit der dänischen Handballspielerin Christina Wildbork liiert.